# Oluf Pihl
Oluf Andreas Løwold Pihl, född 5 december 1822 i Stavanger, död 1 juli 1895 i Kristiania, var en norsk ingenjör. Han var bror till Carl Abraham Pihl, sonson till Abraham Pihl och far till William Roberton Pihl.
Pihl studerade 1839–41 till ingenjör vid Chalmerska slöjdskolan i Göteborg. Han verkade därefter som ritare och konstruktör i Storbritannien, bland annat hos Robert Stephenson, och fick därunder god kännedom om byggnad och drift av gasverk. Återkommen till Norge verkade han från 1850 och intill sin död som direktör för gasverket i Kristiania.
Pihl var en  betydande teknisk entreprenör inom Norge. Han var en av stiftarna av Christiania Seildugsfabrik och Nitroglycerincompagniet. Under åren 1854–88 var han ledamot av styrelsen för Akers Mekaniske Værksted. Han var även ledamot av tillsynskommissionen för järnvägen till Eidsvoll 1854. Han var 1852 en av grundarna av Polyteknisk Forening och var 1855 dess ordförande. 
Pihl ägnade sig även åt astronomiska studier och författade vetenskapliga artiklar, vilka publicerades Videnskabsselskabets skrifter och i utländska tidskrifter. Han var ledamot av Videnskabsselskabet i Kristiania och flera utländska astronomiska sällskap.